# Mistrzostwa Świata w Łyżwiarstwie Szybkim w Wieloboju 1914
22. mistrzostwa świata w łyżwiarstwie szybkim w wieloboju odbyły się w dniach 14–15 lutego 1914 roku w stolicy Norwegii, Oslo. Zawodnicy  startowali na naturalnym lodowisku na Frogner Stadion. W zawodach wzięli udział tylko mężczyźni. Łyżwiarze startowali na czterech dystansach: 500 m, 1500 m, 5000 m, 10000 m. Piąty tytuł mistrzowski wywalczył Norweg Oscar Mathisen, co do dziś jest pozostaje rekordem (tyle samo tytułów na swoim koncie ma Fin Clas  Thunberg). O tym, które miejsca zajmowali zawodnicy decydowała mniejsza liczba punktów. Liczba punktów była identyczna z miejscem zajętym w danym biegu (1. miejsce - 1 punkt, 2. miejsce - 2 punkty, itd.).

## Uczestnicy
W zawodach wzięło udział 21 łyżwiarzy z 4 krajów. Sklasyfikowanych zostało 16.
| Państwa biorące udział w mistrzostwach | Państwa biorące udział w mistrzostwach | Państwa biorące udział w mistrzostwach | Państwa biorące udział w mistrzostwach |
| -------------------------------------- | -------------------------------------- | -------------------------------------- | -------------------------------------- |
| Austro-Węgry                           | Imperium Rosyjskie                     | Norwegia                               | Szwecja                                |

## Wyniki
- DNS – nie wystartował

| Pozycja | Zawodnik           | Kraj               | 500 m      | 5000 m        | 1500 m       | 10000 m       | Pkt. |
| ------- | ------------------ | ------------------ | ---------- | ------------- | ------------ | ------------- | ---- |
| 01 !    | Oscar Mathisen     | Norwegia           | 45.3 (1.)  | 9:20.6 (1.)   | 2:26.1 (1.)  | 18:53.2 (3.)  | 6    |
| 02 !    | Wasilij Ippolitow  | Imperium Rosyjskie | 47.7 (4.)  | 9:22.5 (2.)   | 2:29.3 (2.)  | 18:47.6 (1.)  | 9    |
| 03 !    | Väinö Wickström    | Imperium Rosyjskie | 48.0 (6.)  | 9:27.0 (4.)   | 2:34.1 (5.)  | 18:52.2 (2.)  | 17   |
| 4.      | Nikita Najdienow   | Imperium Rosyjskie | 49.0 (10.) | 9:28.9 (5.)   | 2:34.5 (7.)  | 19:01.2 (4.)  | 25.5 |
| 5.      | Płaton Ippolitow   | Imperium Rosyjskie | 48.8 (8.)  | 9:26.9 (3.)   | 2:44.9 (19.) | 19:05.7 (5.)  | 32   |
| 6.      | Walter Tverin      | Imperium Rosyjskie | 48.5 (7.)  | 9:43.0 (8.)   | 2:36.3 (9.)  | 19:32.6 (9.)  | 33   |
| 7.      | Kristian Strøm     | Norwegia           | 50.0 (14.) | 9:39.8 (6.)   | 2:34.4 (6.)  | 19:34.4 (10.) | 34   |
| 8.      | Bjarne Frang       | Norwegia           | 46.2 (2.)  | 9:52.2 (14.)  | 2:32.0 (3.)  | 20:34.4 (16.) | 35   |
| 9.      | Martin Sæterhaug   | Norwegia           | 47.5 (3.)  | 10:01.3 (16.) | 2:34.0 (4.)  | 19:50.6 (12.) | 35   |
| 10.     | Julius Skutnabb    | Imperium Rosyjskie | 50.8 (17.) | 9:41.0 (7.)   | 2:37.2 (11.) | 19:18.8 (6.)  | 36   |
| 11.     | Thomas Bohrer      | Austro-Węgry       | 47.8 (5.)  | 9:45.7 (9.)   | 2:38.3 (12.) | 20:15.2 (15.) | 40.5 |
| 12.     | Sigurd Syversen    | Norwegia           | 49.2 (11.) | 9:50.0 (13.)  | 2:34.5 (7.)  | 19:43.5 (11.) | 41.5 |
| 13.     | Trygve Lundgreen   | Norwegia           | 49.9 (13.) | 9:46.8 (11.)  | 2:38.9 (13.) | 19:51.4 (13.) | 47   |
| 14.     | Bror Ravander      | Imperium Rosyjskie | 51.0 (18.) | 9:45.7 (9.)   | 2:41.5 (16.) | 19:27.3 (8.)  | 47   |
| 15.     | Sverre Aune        | Norwegia           | 51.6 (20.) | 9:47.3 (12.)  | 2:39.7 (15.) | 19:26.8 (7.)  | 49   |
| 16.     | Stener Johannessen | Norwegia           | 51.0 (18.) | 9:55.9 (15.)  | 2:39.3 (14.) | 19:57.1 (14.) | 56.5 |
| DNS     | Gunnar Schou       | Norwegia           | 49.5 (12.) | 10:26.8 (20.) | 2:36.5 (10.) | 59:59.9 !     | -    |
| DNS     | Thorolf Hansen     | Norwegia           | 50.2 (15.) | 10:27.8 (21.) | 2:42.9 (17.) | 59:59.9 !     | -    |
| DNS     | Gustaf Wiberg      | Szwecja            | 50.2 (15.) | 10:09.4 (18.) | 2:43.8 (18.) | 59:59.9 !     | -    |
| DNS     | Henning Olsen      | Norwegia           | 48.8 (8.)  | 10:20.6 (19.) | 9:59.9 !     | 59:59.9 !     | -    |
| DNS     | Paul Poss          | Szwecja            | 51.8 (21.) | 10:07.3 (17.) | 9:59.9 !     | 59:59.9 !     | -    |